# Нася Димитрова
Нася Димитрова (родена на 6 ноември 1992 г. в Ямбол) е българска волейболистка. Тя играе за България и Динамо (Букурещ) като централен блокировач.